# Koźmice Małe
Koźmice Małe is een plaats in het Poolse district Wielicki, woiwodschap Klein-Polen. De plaats maakt deel uit van de gemeente Wieliczka en telt 518 inwoners.